# هیپسلوسپینوس
وادهورستیا(به انگلیسی:Hypselospinus) یک گونه از دایناسورهای ایگوانودونتی است که برای اولین بار به عنوان گونه‌ای از ایگوآنودون توسط ریچارد لیدکر در سال ۱۸۸۹ کشف شد و سپس نامی خاص به افتخار ویلیام هنری فیتون بر روی آن گذاشتند.

## تاریخچه

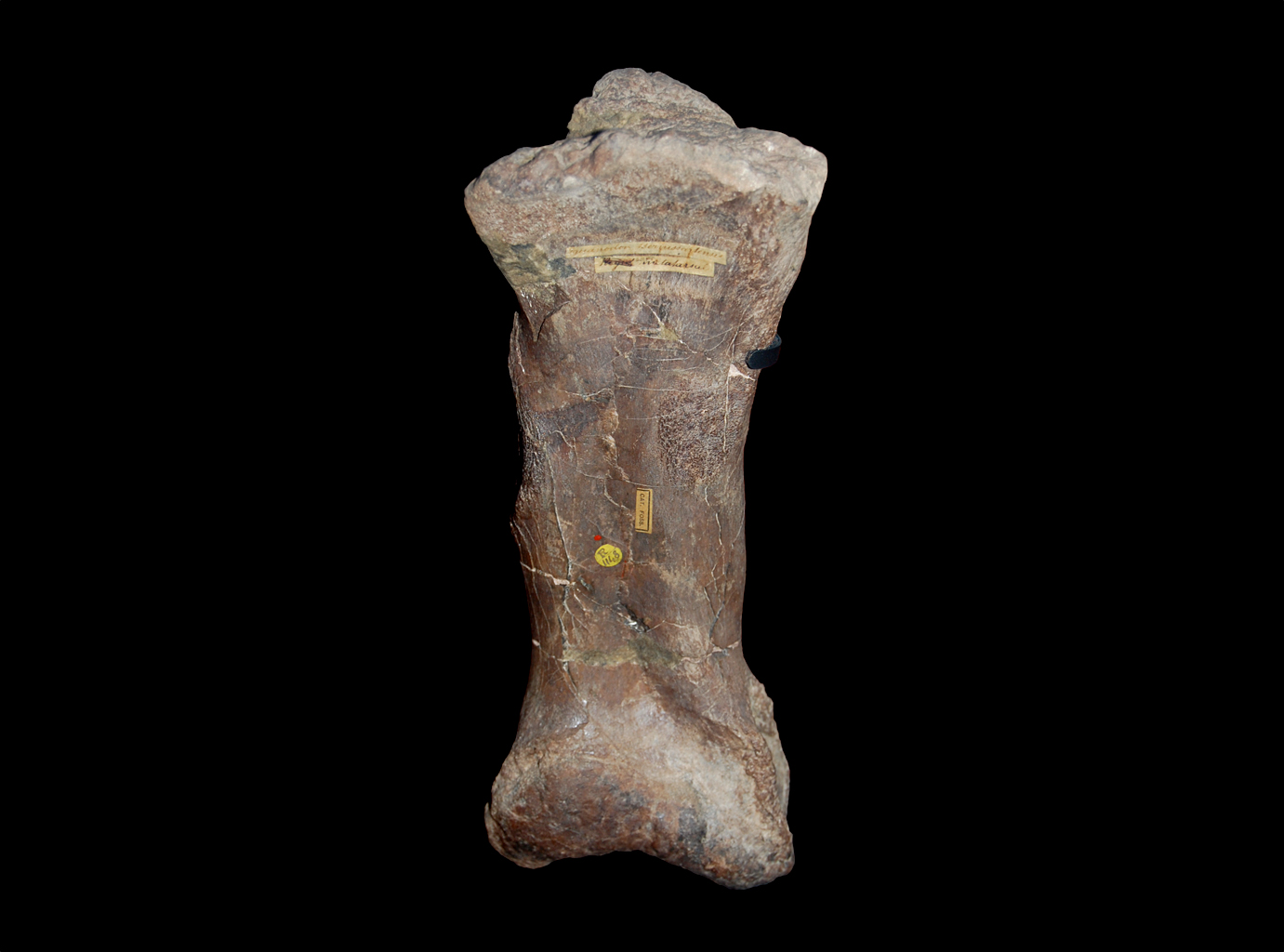
استخوان پای متاتارسال سوم نمونه شماره:(NHMUK R1148n)

در ماه مه ۲۰۱۰ فسیل‌هایی از هیپسلوسپینوس توسط دیوید نورمن به عنوان یک گونه جداگانه طبقه‌بندی شدند، از جمله هولوتایپ "BMNH R1635"، متشکل از یک ایلیم سمت چپ، یک استخوان خاجی، مهره های دم و دندان.
نام اصلی آن از واژه یونانی هیپسلوس به معنی بالا و واژه لاتین اسپینا به معنی خار گرفته‌شده است که به ستون مهره های بلند این گونه اشاره دارد. بعداً در همان سال، گروه دومی از دانشمندان به طور مستقل فیتون(که همان هیپسلوسپینوس بود) را به یک گونه جدید که وادهورستیا نامیدند، مجدداً طبقه‌بندی کردند.  هیپسلوسپینوس در طول دوران والانجینین، حدود ۱۴۰ میلیون سال پیش زندگی می‌کرد.هیپسلوسپینوس که هم‌عصر باریلیوم بود (که زمانی تصور می‌شد گونه‌ای از ایگوانودون است)، یک ایگوانودنتی با ساختار سبک بود که طول آن ۶ متر تخمین زده می‌شود.گونه فیتون از خاک رس موجود در وادهورست مربوط به دوره کرتاسه زیرین در سن والانجینین در ساسکس شرقی کشف شد.فسیل‌های اسپانیایی نیز ممکن است مربوط به آن باشد. نورمن (۲۰۰۴) در نوشت که سه اسکلت جزئی برای این گونه شناخته شده است، اما مطمئناً این یک اشتباه است.
هیپسلوسپینوس بر اساس خصوصیات مهره‌ای و لگنی، اندازه و ساختار از باریلیوم جدا می‌شود.به عنوان مثال، باریلیوم قوی‌تر از هیپسلوسپینوس بوده، با مهره‌های بزرگ کمپتوزاروس‌مانند دارای خارهای عصبی کوتاه، در حالی که هیپسلوسپینوس به‌خاطر «خارهای عصبی بلند، باریک و با شیب تند» شناخته می‌شود.